# زيدة بايين (مقاطعة فومن)
زيدة بايين (بالفارسية: زیده پایین) هي قرية تقع في غيلان في إيران. يقدر عدد سكانها بـ 1,068 نسمة .